# Oirates
Oirate (Mongol: Ойрад, transl. Oirad; no passado também chamado de Eleutos) é um nome comum para designar os integrantes das tribos nômades de pastores de origem mongol, originárias das regiões da Zungária e Amdo, no oeste da Mongólia e da China. Porém, o principal grupo de oirates tem sua origem na Ásia Central e atualmente estão localizados na República da Calmúquia na Rússia, onde são conhecidos como Calmucos. Os Calmucos migraram da Zungária para o sudeste europeu e pra Rússia há 400 anos.
Historicamente, os oirates são compostos por quatro grandes tribos: Choros ou Örlot, Torghut, Dörbet e Koshut. As tribos menores incluem Khoid, Bayid, Mangit, Zakhachin, Baatud, Barga e Darkhad.